# Zantekius weberi
Zantekius weberi är en mångfotingart som beskrevs av Chamberlin 1949. Zantekius weberi ingår i släktet Zantekius och familjen Spirostreptidae. Inga underarter finns listade i Catalogue of Life.